# Ferdinand von Zeppelin
Ferdinand Graf von Zeppelin (ur. 8 lipca 1838 w Konstancji nad Jeziorem Bodeńskim, zm. 8 marca 1917 w Berlinie) – niemiecki generał, inżynier i konstruktor lotniczy, w 1900 roku zbudował pierwszy sterowiec o konstrukcji szkieletowej.

## Życiorys
Uczył się w Stuttgarcie. Od 1858 był żołnierzem pułku wirtemberskiego. W 1860 wyjechał do Ameryki, gdzie przez jakiś czas walczył pod rozkazami generała Hookera po stronie Unii w wojnie secesyjnej. Uczestniczył m.in. w bitwie nad Antietam. Kiedy powrócił do Europy, w trwającej krótko wojnie w 1866 walczył przeciwko Prusom jako żołnierz armii Wirtembergii. W 1870 Wirtembergia działała wspólnie z Prusami i Związkiem Północnoniemieckim w wojnie francusko-pruskiej. W jej pierwszej fazie odznaczył się jako oficer kawalerii, który dowodził patrolem w śmiałym wypadzie do Alzacji. W latach 80. był pułkownikiem ułanów. Od 1887 do 1889 pełnił funkcję posła króla Wirtembergii w Berlinie. W 1889 został awansowany na generała i zakończył służbę wojskową.
Będąc świadkiem użycia balonów w Ameryce i podczas oblężenia Paryża, w 1890 założył spółkę, której celem była produkcja sterowców. W latach 1892–1893 powstał pierwszy projekt stworzony wspólnie z Theodorem Koberem. We Friedrichshafen nad Jeziorem Bodeńskim rozpoczęto pierwsze próbne loty dwusilnikowego sterowca liczącego około 15 metrów długości. W 1900 udało się osiągnąć widoczny sukces, a Zeppelin zyskał sławę, spotykając się m.in. z aprobatą cesarza Wilhelma II Hohenzollerna. Monarcha wyraził się z uznaniem o trwającym 12 godzin locie Zeppelina nad Szwajcarią i Bawarią, a w listopadzie 1908 nazwał go największym Niemcem XX wieku. Od 1910 do 1914 sterowce spółki Zeppelin zaliczyły bezwypadkowe przeloty pasażerskie na długość około 160 000 km. Od 1913 wchodziły one do wyposażenia armii, zaś w trakcie I wojny światowej, która wybuchła w lipcu 1914, zwane powszechnie na cześć swego konstruktora „zeppelinami” sterowce dokonały nalotów bombowych m.in. na Antwerpię, Liège, Warszawę, Paryż, Londyn, Neapol, Humberside, wschód Anglii, Tyneside, oraz zajmowały się nalotami rozpoznawczymi.
Po śmierci Zeppelina jego spółka prowadziła w dwudziestoleciu międzywojennym usługi handlowe. W 1937 miał miejsce słynny wybuch sterowca LZ 129 Hindenburg, po którym to wydarzeniu zaniechano użytkowania tego rodzaju statków powietrznych.

## Upamiętnienie
Nazwisko konstruktora nosiły sterowce LZ 127 Graf Zeppelin i LZ 130 Graf Zeppelin II (bliźniaczy do LZ 129 Hindenburg, więc największy w historii), a także noszą sterowce nowej generacji Zeppelin NT. 
Nazwę Graf Zeppelin, nadaną na cześć generała, nosił również nieukończony lotniskowiec III Rzeszy z okresu II wojny światowej, jedyny lotniskowiec w historii Niemiec.
W latach 1910–1945 nazwisko Ferdinanda von Zeppelina nosiła ulica w Olsztynie (Zeppelin-Straße, dziś ulica 11 Listopada). Tę samą nazwę noszą ulice w Berlinie i innych miastach niemieckich.
Na cześć Grafa von Zeppelina nazwano też markę niemieckich zegarków.